# Ragged Glory
Ragged Glory is het achttiende studioalbum van de zanger-gitarist Neil Young en zijn oude begeleidingsband Crazy Horse. Het kwam in 1990 uit als cd. Het is een relatief stevig album van Young.

## Tracklist
Alle muziek en teksten zijn geschreven door Neil Young, tenzij anders aangegeven. 
| 1.                 | Country home                                      | 7:05  |
| 2.                 | White line                                        | 2:57  |
| 3.                 | F*!#in' up                                        | 5:54  |
| 4.                 | Over and over                                     | 8:28  |
| 5.                 | Love to burn                                      | 10:00 |
| 6.                 | Farmer John (Don "Sugarcane" Harris, Dewey Terry) | 4:14  |
| 7.                 | Mansion on the hill                               | 4:48  |
| 8.                 | Days that used to be                              | 3:42  |
| 9.                 | Love and only love                                | 10:18 |
| 10.                | Mother Earth (natural anthem)                     | 5:11  |
| Totale duur: 62:37 |                                                   |       |

## Muzikanten
- Neil Young -  gitaar, zang
- Frank Sampedro – gitaar, zang
- Billy Talbot – basgitaar, zang
- Ralph Molina - drums, zang

## Nummers
De meeste van de tien nummers zijn relatief lang (vier zijn langer dan zes minuten). In een aantal nummers wordt de melodieuze zang van Neil Young afgewisseld met de jankende leadgitaar. 
Het album bevat deels nieuwe, meer rockachtige versies van nummers die al veel ouder waren. Farmer John is oorspronkelijk geschreven door Don Harris en Dewy Terry en staat op het eerste album van The Searchers, Meet the Searchers, uit 1963. Het nummer White line was eigenlijk al in 1975 met Crazy Horse opgenomen, maar kwam op Ragged Glory pas voor de eerste keer uit; in 2023 is ook de oorspronkelijke versie van dit nummer alsnog uitgebracht.. Voor Days that used to be putte Young sterk inspiratie uit My Back Pages, een lied van Bob Dylan uit 1964. De melodie van deze beide nummers komt deels overeen.  Het album sluit af met Mother Earth, wat de indruk van een wereldwijd volkslied moet geven. Hierin wordt a capella-zang wordt gecombineerd met ruige, jankende gitaargeluiden.
Er zijn twee singles van dit album uitgebracht: Mansion on the Hill (deze single bereikte #3 in de VS) en Over and over (werd #33 in de VS).

## Ontvangst
Dit album kreeg vier en een halve ster van de site AllMusic en van het tijdschrift Rolling Stone (maximaal vijf). Het album behaalde #31 in de Verenigde Staten en #15 in Groot-Brittannië.